# Vipavski Križ
Vipavski Križ () je nekdanje slovensko mesto in sedež Krajevne skupnosti Vipavski križ. Vas sodi med najlepše zgodovinske kulturne spomenike v Sloveniji. Leži na podolgovatem hribu v osrednjem delu ajdovskega dela Vipavske doline.

## Ime
Do leta 1955 se je naselje imenovalo Sveti Križ; domačini ga še vedno pogosto uporabljajo. V Vipavski Križ je bilo preimenovano na osnovi »Zakona o imenovanju naselij in označevanju trgov, ulic in zgradb« iz leta 1948. Tako kot preimenovanje mnogih drugih krajev po Sloveniji v povojnem času je bilo tudi preimenovanje Svetega Križa del obsežne kampanje oblasti, da se iz toponimov slovenskih krajev odstranijo vsi religiozni elementi.
12. septembra 1999 je bilo na občinskem naknadnem referendumu potrjeno poimenovanje Vipavski Križ.

## Zgodovina
Hrib, na katerem leži vas, je bil naseljen že v predrimskih časih. V času rimskega cesarstva je v bližini tekla pomemba cesta med Oglejem (Aquileia) čez Hrušico (Ad Pirum) do Ljubljane (Emona). Prvi pisne listine o kraju pa segajo v 13. stoletje - vojvoda Bernard Koroški je 29.11.1252 naselje Villa Crucis podaril opatiji v Rožacu blizu Čedada. Konec 15. stoletja, po uspešnem turškem zavzetju Gorice, je takratni goriški škof dal zgraditi štiristolpni grad in leta 1483 so ga Goriški grofje obdali z obzidjem zaradi nevarnosti turških vpadov. Leta 1507 je Vipavski Križ dobil tržne pravice, leta 1532 pa ga je cesar Ferdinand I. Habsburški povzdignil v mesto. 
Posestvo Sveti Križ je leta 1605 od grofa Henrika Matije Thurn-Valsassina kupil Herman Attems. Leta 1636 so Attemsi dali zgraditi kapucinski samostan, v katerem je živel in deloval sloviti pridigar Janez Svetokriški.
Večina zgradb v Vipavskem Križu je spomeniško zaščitena, naselje samo pa sodi med zgodovinsko najzanimivejše kraje na Vipavskem. Hiše so zaradi omejitve obzidja stisnjene v zavetje samega obzidja, na katerega so se začele naslanjati po letu 1636. Najstarejši del naselja ima ozke ulice z eno in dvonadstropnimi (zaradi dozidav spričo pomanjkanja prostora) hišami, ki so bile kasneje zaradi požarov prezidane, zato je v njih ohranjenih le malo prvotnih gotskih elementov.

## Prebivalstvo
Etnična sestava 1991:
- Slovenci: 166 (95,4 %)
- Srbi: 7 (4 %)
- Muslimani: 1